# Pierre Falardeau
Pierre Falardeau (Montreal, 28 dicembre 1946 – Montreal, 25 settembre 2009) è stato un regista e attivista canadese.

## Biografia
Dopo aver studiato antropologia, Pierre Falardeau lavorò per un breve periodo come insegnante. Negli anni '1960 entrò in contatto con il movimento indipendentista franco-canadese. La maggior parte dei suoi film erano su questo tema. Nel corso della sua vita, è stato politicamente attivo come oratore e attivista per l'indipendenza della provincia canadese del Québec.

## Filmografia
- Continuons le combat (1971)
- À mort (1972)
- Les Canadiens sont là (1975)
- Le Magra (1975)
- À force de courage (1977)
- Pea Soup (1978)
- Speak White (1980)
- Elvis Gratton vol.1, part.1 (1981)
- Les Vacances d'Elvis Gratton vol.1, part.2 (1983)
- Pas encore Elvis Gratton! vol.1, part.3 (1985)
- Elvis Gratton: Le King des Kings (1985)
- Le Party (1989)
- Le Steak (1992)
- Le Temps des bouffons (1993)
- Octobre (1994)
- Une minute pour l'indépendance (1995)
- Elvis Gratton II: Miracle à Memphis (1999)
- 15 février 1839 (2001)